# András
András is de Hongaarse variant van de jongensnaam Andreas.

## Bekende naamdragers
- András Hegedüs, Hongaars politicus
- András Pándy, een dominee uit Hongarije en een crimineel in België
- András Székely, Hongaars zwemmer
- András Wanié, Hongaars zwemmer

- András
- András Adorján
- András Adorján (fluitist)
- András Adorján (schaker)
- András Arató
- András Balczó
- András Bethlen
- András Béres
- András Cseh
- András Hegedüs
- András Hegedűs
- András II
- András Kocsis
- András Kállay-Saunders
- András Mechwart
- András Németh
- András Paróczai
- András Pándy
- András Róna-Tas
- András Schiff
- András Schiffer
- András Schäfer
- András Sebestyén
- András Simon
- András Szentkirályi
- András Székely
- András Szöllősy
- András Szőllősy
- András Tasnádi Nagy
- András Wanié
- Andrásfa
- Andrássy
- Andrássy's paleis
- Andrássy Manó
- Andrássy van Csíkszentkirály en Kraznahorka
- Andrássy út
- Andrássyboulevard